# 2006 aux Nations unies
2004 aux Nations unies - 2005 aux Nations unies - 2006 - 2007 aux Nations unies - 2008 aux Nations unies